# Néo-baasisme

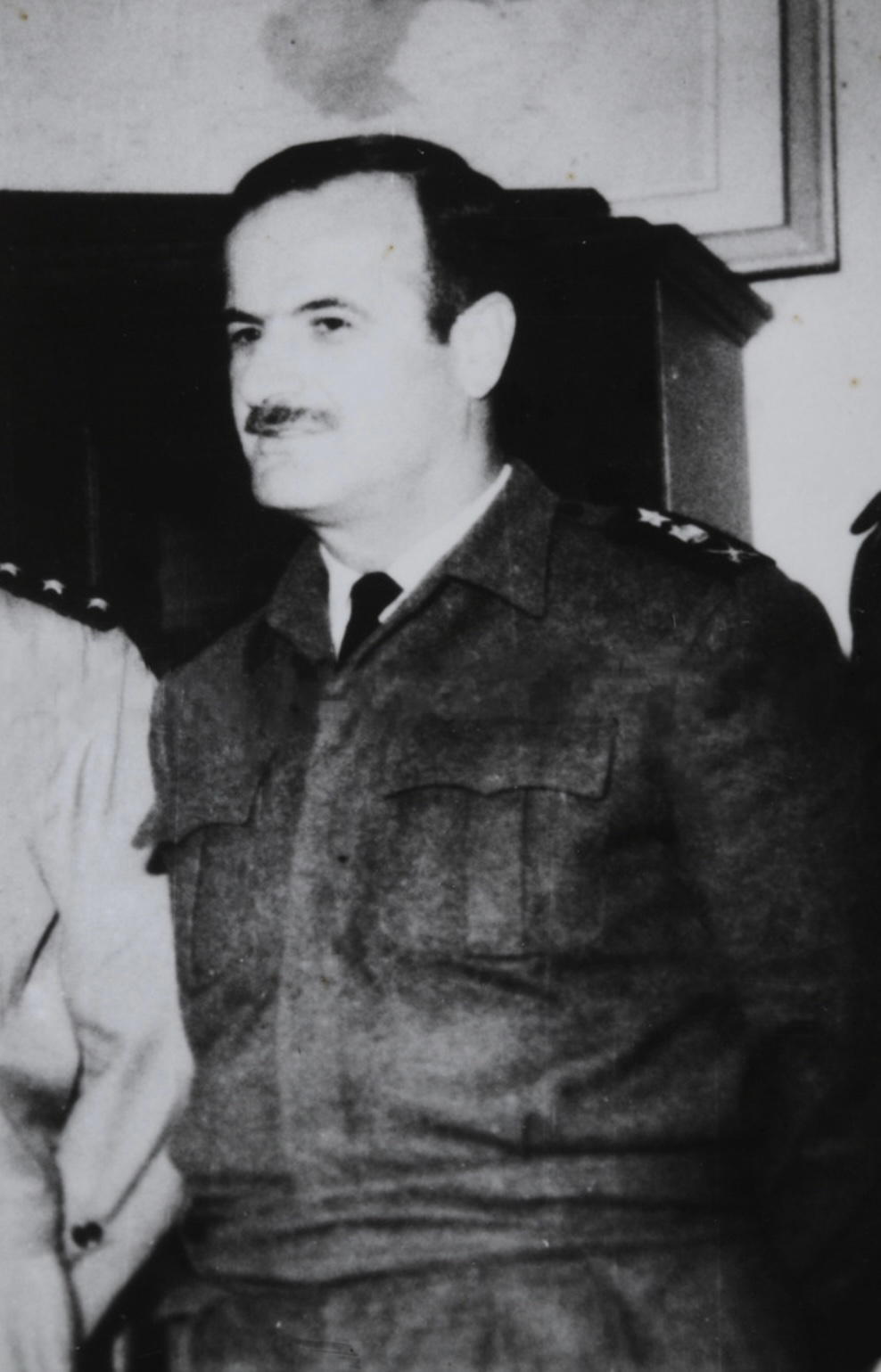
Hafez Al Assad, dirigeant de la Syrie néo-baasiste

Le néo-baasisme est une variante de gauche radicale du baasisme qui est devenue l'idéologie d'État de la Syrie baasiste, après le sixième congrès national du parti arabe socialiste Baas en septembre 1963. À la suite du coup d'État syrien de 1966 lancé par le comité militaire néo-baasiste dirigé par Salah Jadid et Hafez al-Assad, la branche régionale syrienne du parti Baas a été transformée en une organisation militariste qui est devenue complètement indépendante du commandement national du parti Baas d'origine.
Le néo-baasisme a été décrit comme une divergence du baasisme qui avait dépassé sa base idéologique panarabiste en soulignant le rôle de l'armée et en purgeant le leadership baasiste classique de la vieille garde, y compris Michel Aflaq et Salah al-Din al-Bitar,. Le régime néo-baasiste de Syrie, influencé par diverses écoles idéologiques marxistes, a épousé des doctrines de gauche radicale telles que le socialisme révolutionnaire, a abandonné le panarabisme, a cherché à renforcer les liens avec l'Union soviétique et est entré en conflit avec les nationalistes arabes tels que les nasséristes et les baasistes irakiens, en particulier les saddamistes, avec lesquels il a entretenu une rivalité acharnée. Dès leur prise de pouvoir en République arabe syrienne à la suite du coup d'État syrien de 1963, les officiers néo-baasistes ont purgé les élites civiles traditionnelles pour établir une dictature militaire.
Le néo-baasisme est principalement associé à l'assadisme, basé sur les politiques des gouvernements successifs de Hafez al-Assad et de son fils Bachar al-Assad. Ce système était largement caractérisé par le népotisme et le sectarisme, la prise de pouvoir par Hafez al-Assad lors du coup d'État syrien de 1970 ayant conduit à la consolidation de la domination de la minorité alaouite au sein de l'armée et des forces de sécurité. La propagande d'État présente l'assadisme comme un courant néo-baasiste qui a fait évoluer l'idéologie baasiste en fonction des besoins de l'ère moderne. Le néo-baasisme a été critiqué par le fondateur de l'idéologie baasiste, Michel Aflaq, pour s'être écarté des principes originaux de l'idéologie.
Le neo-baasisme s'inscrit dans la mouvements socialistes arabes.

## Idéologie

### Marxisme arabe
Les résolutions et déclarations pro-marxistes, telles que l'adoption de la « lutte des classes » et du « socialisme scientifique », adoptées par le parti Baas lors de son 6e congrès national, ont jeté les bases idéologiques du néo-baasisme. Entre 1963 et 1966, les néo-baasistes ont exercé le pouvoir politique de facto dans la Syrie baasiste et ont été en mesure d'orienter leurs objectifs idéologiques par le biais de la constitution provisoire baasiste de 1963 et de son amendement de 1964. Ils ont également procédé à des purges au sein des forces armées arabes syriennes, dans le cadre de leurs efforts visant à subordonner la vieille garde civile du commandement national du parti Baas et à créer une « armée idéologique » fidèle aux officiers néo-baasistes. En matière de politique étrangère, les néo-baasistes étaient favorables au bloc socialiste et à l'établissement d'une alliance étroite avec l'Union soviétique. Le concept militaire maoïste de « guerre populaire de libération » a joué un rôle central dans l'idéologie néo-baasiste, ce qui s'est traduit par le soutien apporté par la Syrie baasiste aux groupes de fedayins palestiniens socialistes et de gauche dans leur guérilla contre les Israéliens. Dans le domaine économique, les néo-baasistes sont favorables à la mise en place d'un système économique socialiste de commandement et prônent la nationalisation des industries privées et des politiques radicales de confiscation des terres.
Le néo-baasisme prône la création d'une « avant-garde » de révolutionnaires de gauche engagés dans la construction d'un État socialiste égalitaire en Syrie et dans d'autres pays arabes, avant de prendre des mesures pour réaliser l'unité panarabe. L'organisation d'avant-garde de l'idéologie néo-baasiste était le parti Baas socialiste arabe, qui prônait la lutte des classes contre les classes traditionnelles de l'élite économique syrienne, à savoir les grands agriculteurs, les industriels, la bourgeoisie et les propriétaires terriens féodaux. Dans les années 1970, 85 % des terres agricoles ont été distribuées aux paysans sans terre et aux métayers. Les banques, les compagnies pétrolières, la production d'électricité et 90 % des grandes industries ont été nationalisées. La faction néo-baasiste dirigée par Salah Jadid s'est concentrée sur l'organisation de l'économie syrienne selon des lignes socialistes, sur l'exportation des doctrines du conflit de classes et de la révolution socialiste militante vers les pays voisins. Ce point de vue a été contesté par le général Hafez al-Assad et sa faction néo-baasiste, partisans d'une approche militaro-centrée et axée sur une stratégie de renforcement de l'armée syrienne pour défendre le gouvernement socialiste contre les forces impérialistes et leurs prétendus collaborateurs internes. Assad a favorisé la réconciliation des différentes factions de gauche et a cherché à établir de meilleures relations avec les autres États arabes. Bien que la majorité des membres du parti soit favorable à Salah, Hafez a réussi à prendre le dessus à la suite des événements du coup d'État de 1970, appelé « Mouvement correctif » dans l'histoire officielle du Baas syrien. La victoire d'Assad a également marqué la suprématie de l'armée sur les structures du parti Baas, faisant des forces armées le centre du pouvoir politique,,,.
Le 6e congrès national du parti Baas a déclaré que l'objectif final idéologique du parti était la transformation socialiste de la société par le biais d'une stratégie léniniste. Quelques propositions théoriques, un document idéologique de base adopté par le congrès, déclarait : "Le socialisme est le véritable objectif de l'unité arabe.... L'unité arabe est la base obligatoire de la construction d'une société socialiste". Les néo-baasistes considéraient donc le panarabisme comme un moyen d'atteindre leurs objectifs socialistes radicaux.

### Religion
Le néo-baasisme considère la religion comme le « principal symbole de réaction » empêchant la naissance d'une société socialiste moderne, et préconise une supervision stricte des activités religieuses par l'État afin de maintenir ce que ses idéologues considèrent comme une société saine et laïque. Pendant le règne de Salah Jadid, le Baas s'est présenté comme une entité politique fortement antireligieuse, adhérant à l'approche marxiste-léniniste de l'enrégimentation de la société du haut vers le bas par la liquidation de ce qu'il considère comme des classes « réactionnaires » telles que les oulémas traditionnels. Le statut officiel du Grand Mufti a été revu à la baisse par le gouvernement baasiste et le rôle conventionnel du clergé religieux dans le fonctionnement de l'État a été réduit. Alors que les ministres de l'État, les fonctionnaires, les éducateurs, etc. prêchaient régulièrement sur les « dangers de la religion », les périodiques et les magazines du parti, au cours des années 1960, prédisaient régulièrement la « disparition imminente » de la religion par le biais de la révolution socialiste.
Sous le règne de Salah Jadid, les idéologues néo-baasistes dénonçaient ouvertement la religion comme source de ce qu'ils considéraient comme le retard des Arabes. À la suite de la révulsion populaire face aux politiques anti-religieuses flagrantes de Jadid, Hafez al-Assad a commencé à atténuer le programme de sécularisation au cours des années 1970, en cooptant certains religieux pro-gouvernementaux comme Ramadan al-Bouti pour contrer l'opposition islamique et en leur accordant un certain degré d'autonomie par rapport au régime. Simultanément, le régime a commencé à « nationaliser » le discours religieux par le biais d'un réseau clérical loyal, et a condamné toute personne s'écartant de la « version ba'thiste de l'islam » promue par l'État comme une menace pour la société. Le discours religieux parrainé par l'État sous le règne de Hafez al-Assad a promu une vision du monde nationaliste de gauche qui cherchait à jeter l'anathème sur les islamistes et à renforcer la loyauté à l'égard du président alaouite.

### Critiques
Salah al-Din al-Bitar, membre de la direction classique du Baas, a déclaré que le coup d'État syrien de 1966 « a marqué la fin de la politique baasiste en Syrie ». Le fondateur du parti Baas, Michel Aflaq, a partagé ce sentiment en déclarant : « Je ne reconnais plus mon parti ».
Selon Jamal al-Atassi, cofondateur du parti Baas arabe, "l'assadisme est un faux nationalisme. C'est la domination d'une minorité, et je ne parle pas seulement des Alaouites, qui contrôlent le système nerveux de la société. J'inclus aussi l'armée et les mukhabarat. Et malgré ses slogans socialistes, l'État est dirigé par une classe qui a fait fortune sans contribuer, une nouvelle bourgeoisie parasitaire".
Le président de la République arabe unie, Gamal Abdel Nasser, a accusé les néo-baasistes de Syrie d'anti-religion et de sectarisme.